# Wim Vervaat
Wim Vervaat (* 15. Juli 1942 in Velsen; † 31. Januar 1994) war ein niederländischer Mathematiker, der sich mit stochastischen Prozessen und Wahrscheinlichkeitstheorie befasste. 
Vervaat wurde 1972 an der Universität Amsterdam bei Johannes Runnenburg promoviert (Success epochs in Bernoulli trials, with applications to number theory). Er war Professor an der Universität Nijmegen. Er starb durch Suizid.

## Schriften
- Success epochs in Bernoulli trials: with applications to number theory. Mathematisch Centrum Tracts Nr. 42, 1972.
- Functional central limit theorems for processes with positive drift and their inverses. Z. Wahrscheinlichkeitstheorie und Verwandte Gebiete, Band 23, 1972, S. 245–253.
- On a stochastic equation and a representation of non-negative infinitely divisible random variables. Adv. Appl. Prob., Band 11, 1979, S. 750–783.
- A relation between Brownian bridge and Brownian excursion. Annals of Probability, Band 7, 1979, S. 143–149.
- mit G. L. O’Brien: Marginal distributions of self similar processes with stationary increments. Z. Wahrscheinlichkeitstheorie und Verwandte Gebiete, Band 64, 1983, S. 129–138.
- mit Zbigniew J. Jurek: An integral representation for selfdecomposable Banach space valued random variables. Probability Theory and Related Fields, Band 62, 1983, S. 247–262.